# Juli 1982
Portal Geschichte | Portal Biografien | Aktuelle Ereignisse | Jahreskalender | Tagesartikel

◄ |
19. Jahrhundert |
20. Jahrhundert
| 21. Jahrhundert

◄ |
1950er |
1960er |
1970er |
1980er
| 1990er | 2000er | 2010er | ►

◄ |
1978 |
1979 |
1980 |
1981 |
1982
| 1983 | 1984 | 1985 | 1986 | ►

◄ |
April 1982 |
Mai 1982 |
Juni 1982 |
Juli 1982 |
August 1982 |
September 1982 |
Oktober 1982 |
►
Dieser Artikel behandelt aktuelle Nachrichten und Ereignisse im Juli 1982.

## Tagesgeschehen

### Donnerstag, 1. Juli 1982

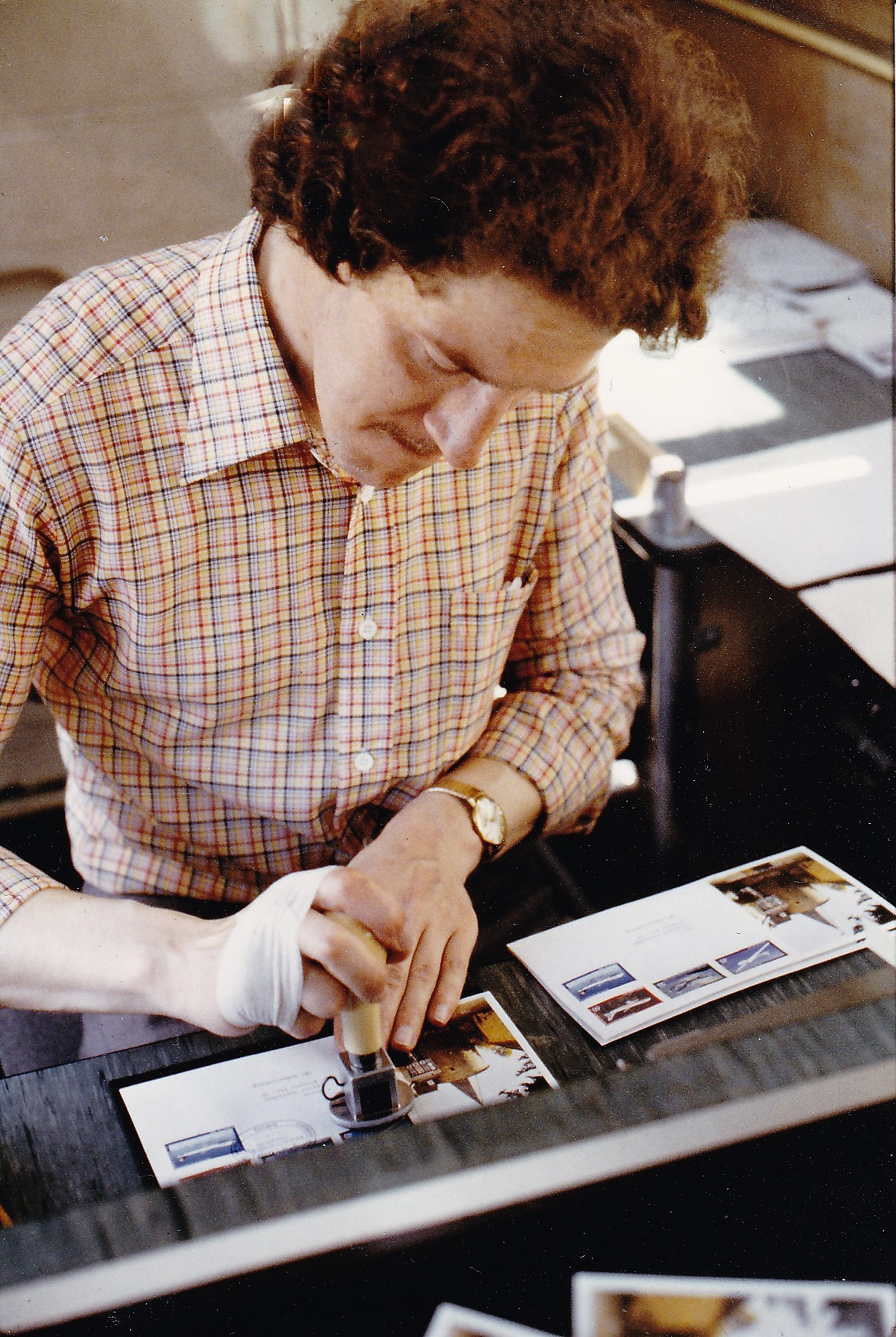
Postamt in Hagen, Nordrhein-Westfalen

- Bonn/Deutschland: Die stärkste Anhebung der Postgebühren seit Gründung der Bundespost wird wirksam. Das Entgelt steigt in allen Gewichtsstufen, z. B. in jener bis 20 g um 20 Pfennig auf 80 Pfennig oder in der Gewichtsstufe von 50 g bis 100 g von 140 Pfennig auf 190 Pfennig.[1]
- Buenos Aires/Argentinien: Zwölf Tage nach dem Rücktritt des diktatorisch regierenden Staatsoberhaupts Leopoldo Galtieri, der als Befehlshaber des 601. Aufklärungsbataillons den so genannten „Schmutzigen Krieg“ gegen Oppositionelle anführte, übernimmt General Reynaldo Bignone die Führung des Regierungsausschusses der Streitkräfte und wird de facto neuer Präsident von Argentinien.[2]
- Kopenhagen/Dänemark: Dänemark übernimmt von Belgien den Vorsitz im Rat der Europäischen Union. Das Amt des Regierungschefs der EWG erhält Anker Jørgensen, er ist der erste Vorsitzende, der das Amt in seiner Karriere zum zweiten Mal ausübt.[3]
- Peking/China: Die diesjährige Volkszählung ergibt zum ersten Mal eine Einwohnerzahl jenseits der Marke von einer Milliarde Menschen für das so genannte „Festlandchina“. Die Zahl von 1.008.175.288 Einwohnern bedeutet eine Steigerung von 45 % gegenüber dem Stand des Jahres 1964. Damit ist die Volksrepublik der einzige Staat der Erde, dessen Bevölkerung diese psychologisch bedeutsame Grenze passierte.[4]
- Sèvres/Frankreich: Das Internationale Büro für Maß und Gewicht fügt um 1.59 Uhr und 59 s Mitteleuropäischer Sommerzeit eine Schaltsekunde in die Koordinierte Weltzeit (UTC) ein. Störende Einflüsse auf Erdbahn und -rotation ohne UTC-Korrektur hätten zur Folge, dass sich die Erde nach 90 Jahren erst mit 60 s Verzögerung an der Stelle einer kompletten jährlichen Sonnenumrundung befände.[5]

### Freitag, 2. Juli 1982
- Binningen/Schweiz: Das Rad-Etappenrennen Tour de France startet in diesem Jahr zum ersten Mal in der Geschichte der Tour in der Schweiz. In der offiziellen Lesart wird Basel als Ausgangspunkt angegeben, der Prolog findet jedoch in Binningen statt.[6]
- Bonn/Deutschland: Die Bundesrepublik tritt dem Internationalen Übereinkommen zur Regelung des Walfangs bei.[7]

### Samstag, 3. Juli 1982
- London/Vereinigtes Königreich: Martina Navrátilová, seit 1981 Staatsbürgerin der USA, gewinnt das Damen-Einzel-Turnier der Wimbledon Championships im Tennis gegen ihre Landsfrau Chris Evert-Lloyd.[8]

### Sonntag, 4. Juli 1982
- London/Vereinigtes Königreich: Jimmy Connors aus den USA gewinnt das Herren-Einzel-Turnier der Wimbledon Championships im Tennis gegen seinen Landsmann und Vorjahressieger John McEnroe in fünf Sätzen.[9]
- Mexiko-Stadt/Mexiko: Während einer schweren Wirtschaftskrise mit Inflationsraten von in der Spitze 100 % wählen die Stimmberechtigten Miguel de la Madrid Hurtado von der „offiziellen Partei Mexikos“ Partido Revolucionario Institucional mit fast 75 % Zustimmung zu ihrem neuen Staatspräsidenten.[10]

### Dienstag, 6. Juli 1982
- Straßburg/Frankreich: Das Europäische Parlament beschließt Leitlinien zur Schaffung einer sogenannten „Europäischen Union“. Die Parlamentarier streben mit den Leitlinien die Formulierung eines Vertrags zur Gründung einer politisch stärker integrierten europäischen Staatengemeinschaft an. Der entsprechende Vertragstext soll bis Mitte 1984 ausformuliert werden.[11]

### Freitag, 9. Juli 1982

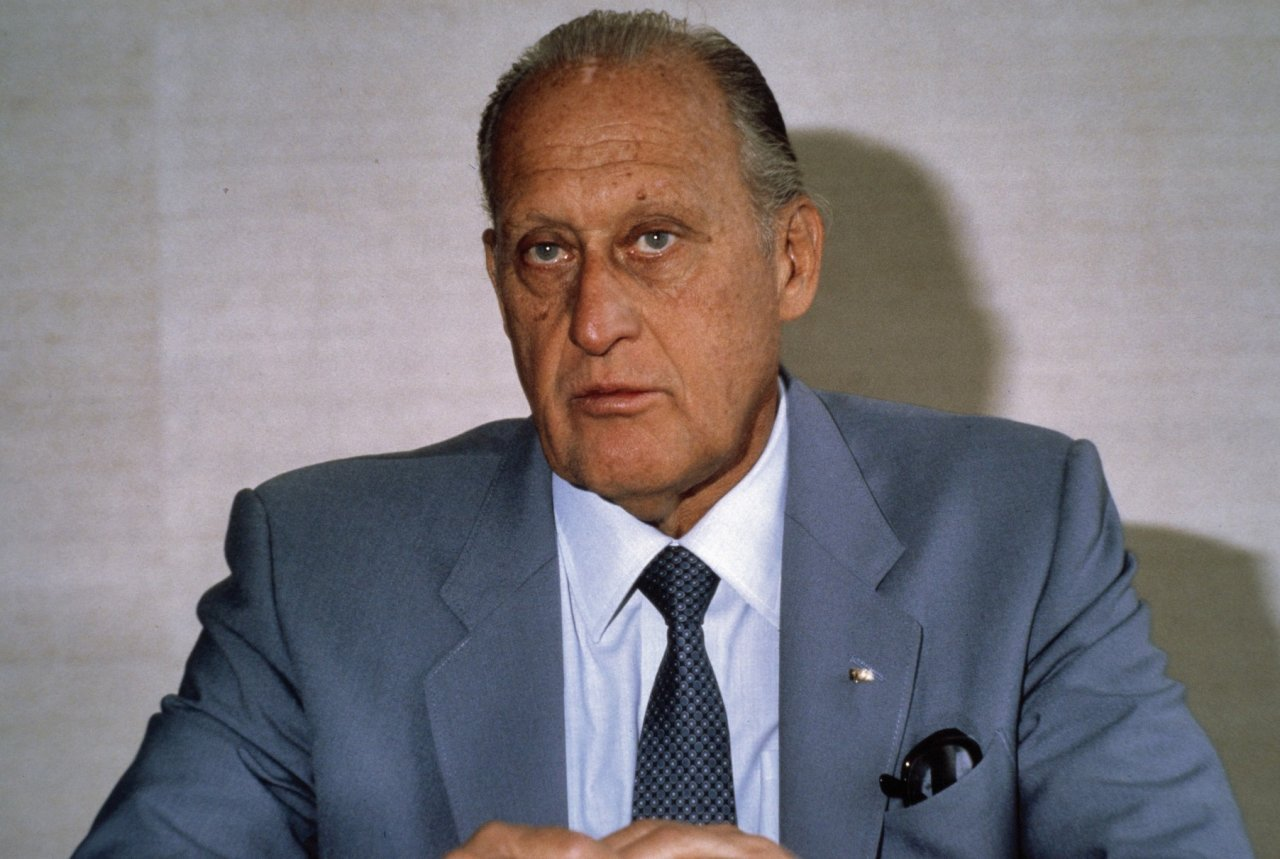
João Havelange

- Kenner/Vereinigte Staaten: Ein Flugzeug vom Typ Boeing 727 auf dem Flug 759 der Fluggesellschaft Pan American gerät nach dem Start am Flughafen von New Orleans in Scherwind. Die Besatzung verliert die Kontrolle über die Maschine. Diese stürzt 1,4 km hinter der Startbahn ab. Alle 145 Insassen sowie acht Personen am Boden sterben. Ein Kleinkind wird lebend geborgen.[12]
- Madrid/Spanien: Der Präsident des Weltfußballverbands FIFA João Havelange aus Brasilien wird für eine dritte Amtszeit an der Spitze der Organisation gewählt.[13]
- Vereinigte Staaten: Landesweit startet der Film Tron des amerikanischen Regisseurs Steven Lisberger in den Kinos. Die Produktion der Disney Company ist der erste Spielfilm, der einen bedeutenden computeranimierten Anteil aufweist, und zwar von mindestens 15 Minuten Länge bei einer Gesamt-Filmdauer von 91 Minuten.[14]

### Sonntag, 11. Juli 1982

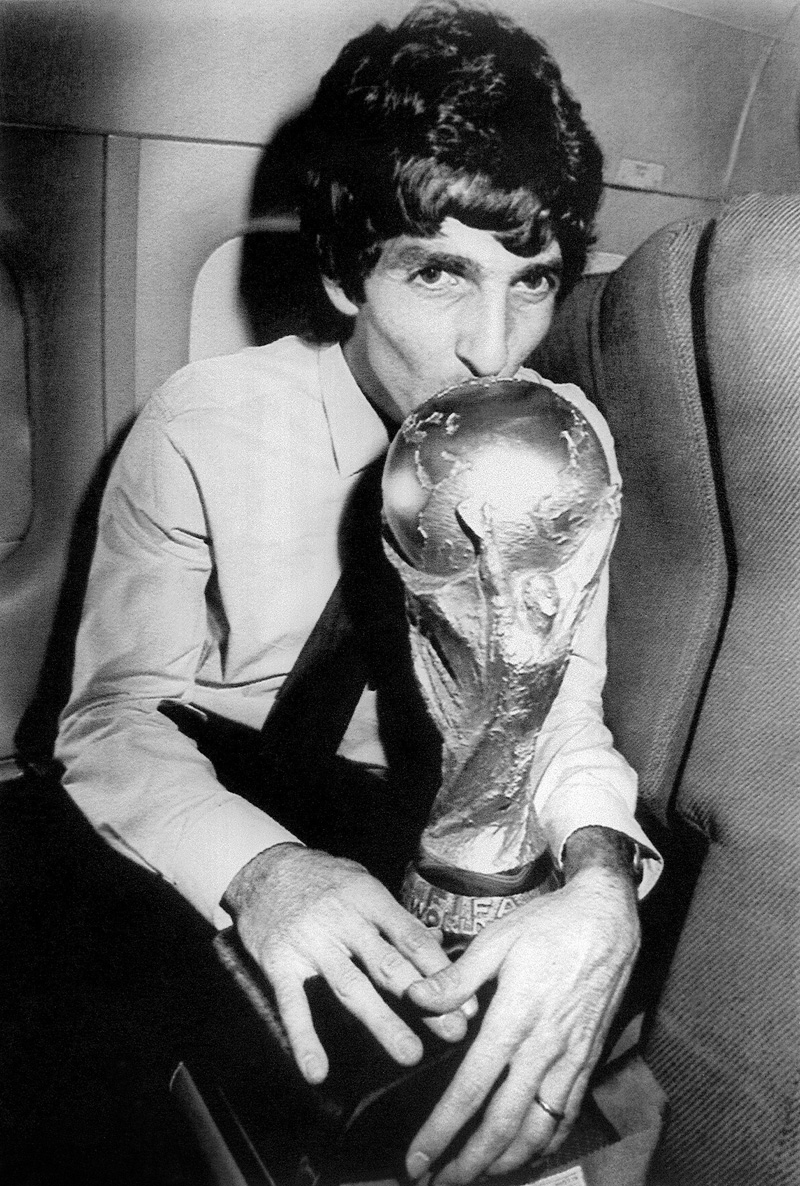
Paolo Rossi mit dem FIFA-WM-Pokal

- Madrid/Spanien: Das Endspiel der 12. Fußball-Weltmeisterschaft zwischen der italienischen und der deutschen Nationalmannschaft endet 3:1.[15]

### Montag, 12. Juli 1982
- Neu-Delhi/Indien: Das Wahlmännergremium wählt den ehemaligen Chief Minister des Bundesstaats Punjab, Giani Zail Singh (Kongresspartei), zum Präsidenten der Republik Indien. Ministerpräsidentin Indira Gandhi unterstützte Singhs Kandidatur.[16]

### Montag, 19. Juli 1982
- Rom/Italien: Bei den Fecht-Weltmeisterschaften durchbohrt die abgebrochene Spitze des Floretts des deutschen Weltranglistenzweiten Matthias Behr den Kopfschutz des Weltranglistenersten Wladimir Smirnow aus der Sowjetunion und fügt diesem eine tödliche Verletzung zu.[17]

### Dienstag, 20. Juli 1982
- Republik der Komi/Sowjetunion: Vom Nordende des Urals aus beobachtet erreicht die Bedeckung der Sonne durch den Mond bei der heutigen partiellen Sonnenfinsternis ihr Maximum. Im deutschsprachigen Raum außer Bayern und Österreich lässt sich das Phänomen in den Abendstunden beobachten beziehungsweise am dunstigen Horizont vermuten. Die Insel Fehmarn ist der Ort, an dem die Sonnenfinsternis ihr Maximum in Mitteleuropa mit einem Bedeckungsgrad von rund 19 % aufweist.[18]

### Sonntag, 25. Juli 1982
- Paris/Frankreich: Vorjahressieger Bernard Hinault aus Frankreich gewinnt zum vierten Mal die Rad-Rundfahrt Tour de France.[19]

### Samstag, 31. Juli 1982
- Beaune/Frankreich: In einer Straßenverengung bremst ein Reisebus unvermittelt so abrupt, dass ein nachfolgender Bus auf ihn auffährt. Auf die Fahrbahn schwappendes Benzin entzündet sich. Durch eine Massenkarambolage sind die Türen des hinteren Busses blockiert. 53 Menschen sterben bei dem Unglück.[20]
- Hamburg/Deutschland: Vizekanzler Hans-Dietrich Genscher (FDP) besucht Bundeskanzler Helmut Schmidt (SPD) in dessen Privathaus in Hamburg-Langenhorn. Wegen politischer Differenzen zwischen den Koalitionspartnern ist das Medieninteresse hoch. Genscher versichert Schmidt, dass die Bundesregierung aus SPD und FDP mindestens bis zum Beginn der Beratungen über den Regierungshaushalt für das Jahr 1983 halten werde.[21]

## Weblinks

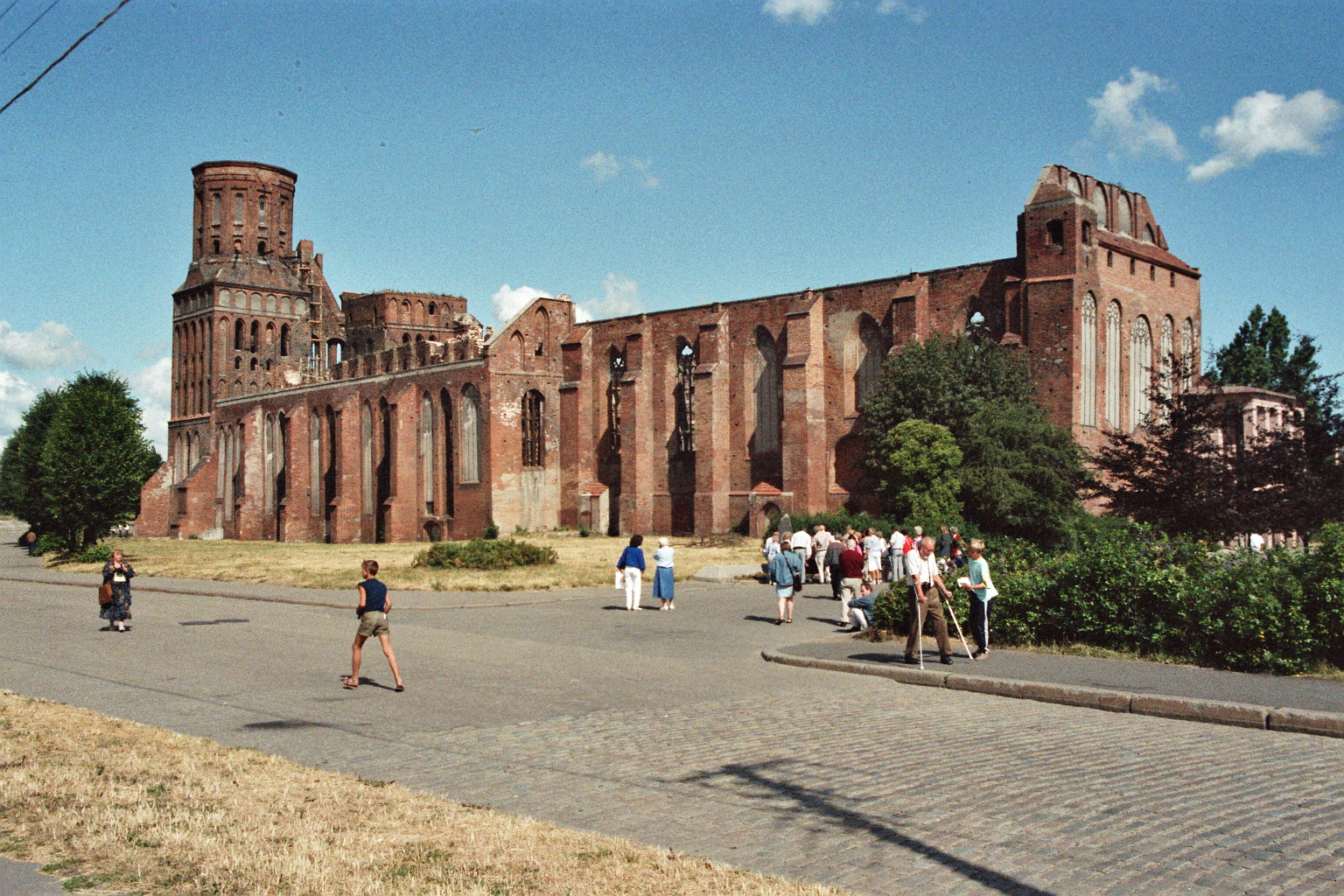
Kaliningrad im Juli 1982